# خانه خانم احترام ایزدی
خانه خانم احترام ایزدی مربوط به دوره قاجار است و در شهرستان فومن، شهرک ماسوله واقع شده و این اثر در تاریخ ۲۵ اسفند ۱۳۸۰ با شمارهٔ ثبت ۵۳۲۷ به‌عنوان یکی از آثار ملی ایران به ثبت رسیده است.